# 風色幻想SP 封神之刻
《風色幻想SP 封神之刻》，是由台湾弘煜科技开发制作，于2000年发售的戰略角色扮演類型游戏。风色幻想系列的第二部作品。

## 游戏版本
尽管本作是本系列的第二部作品，但并不属于本系列的任何一个子系列，也不是前作的续作，

是本系列目前唯一一部与其他作品没有联系、独立成章的完整作品。

因此，本作目前尚无剧情意义上的前作、续作、外传的存在。

### 试玩版
剧情与正式游戏完全无关的试玩版。

游戏安装光盘中附送了本试玩版的安装程序。

### 初版
2000年于台湾发售的初版。

载体为CD-ROM两片。第一片为安装盘，第二、三片为执行盘（实际为影片文件及背景音乐音轨CD）。

当硬盘大于一定容量时，这个版本的安装程序将无法正常识别硬盘空间，

导致游戏无法安装。

### 简体版
2000年于中国大陆发售的简体版。

但是由于包装非常奇怪，说明手册上还有莫名其妙的其他游戏的介绍，所以这个版本有可能是伪正版
此外，这个版本存在一些文字转换错误，但基本不会影响游戏进行。

### 重制版
2004年于台湾发售的重制版。

内含额外发售的攻略本，不过和全彩的原版攻略本不同，是改以双色印刷。

载体仍为CD-ROM三片，但在第一片上额外附加了补丁等。

虽然单独发售的攻略本有附加一张包含角色设定图片的光盘，

但本版本中并没有包含攻略本的附加光盘。

这个版本没有无法正常识别硬盘剩余空间的问题，但还是会由于配置提升导致游戏速度过快而无法操作。

### 完美版
不详。2007年于中国大陆发售的简体重制版。

第一张光盘内附加了台湾单独发售的攻略本中的角色设定图片资料及相关介绍网页。

游戏本身并没有变化。

### 资料片
本游戏未曾发售任何资料片。

### 特别篇
- 风色幻想Forever～龙的新娘～

将前作的Disc 2（音乐片）放入光驱的状态下进入本游戏，
即可进入本特别篇。讲述前作故事结束后，某些角色的去向，和本作没有任何关系。
- 终焉之塔

读取本作通关后（无论任何结局）的存档，就能以通关时的状态进入“终焉之塔”特别篇。
这只是闯关性质的关卡，和本作的剧情没有任何关系。

## 故事简介

### 起源
- 科技的进步使得人们发现了“神”的存在，并试图捕捉“神”，终于成功制作出拟似“神”的躯壳，并将“神”关进了这副躯壳里，以“西鲁菲”称呼它。被关进躯壳使得西鲁菲的次元级数降低至人类的水平，这样的结果是，西鲁菲的力量在一定程度上受到了限制。另一方面，人们则展开了争夺西鲁菲的争斗。
- 最终，当初制作出躯壳的人——海因兹博士解放了西鲁菲。他被西鲁菲同化前的一席话，激起了它对“爱”的好奇。于是，为了了解何谓“爱”，已经同化一切的原始之海的主人重新分化出世界，并隐藏在其中。

### 背景
- 200年前，暗之一族的首領，魔王·梅迪西斯由於戀人，光之聖女·莉莉絲的死，憤而展開了對人類的複仇。最後，由人類（即光之一族）的領導者，光之王·亞瑟的捨身一擊，結束了這場長達7年的戰爭。當時的人類將暗之一族封印到時間與空間的盡頭以絕後患。
- 17年後，魔王梅迪西斯的女兒——新生魔王·依莉絲依照黑暗賢者·哈傑特的指引，為了帶領族人離開時間與空間的盡頭重返理想鄉，與最信任的伙伴，死神·裘卡一起，借人類召喚之機，踏上了人類世界的土地。

## 登场人物与所属势力

### 暗之一族

#### 依莉丝·梅迪西斯
- 职业[3]：魔王／武器：剑（天魔刃）

17岁。本作的女主角。

依莉丝是光（母亲圣女莉莉丝）与暗（父亲魔王梅迪西斯）违反自然之理所生下的女儿。

由于父亲在光与暗的圣战中被杀，是唯一的魔王後继者。

一年前取得王者的证明“天魔刃”，作为魔王得到承认。

并在故事开始时，在黑暗贤者·哈杰特的帮助下，成功解开了天魔刃的封印，并前往人类的世界。

虽然拥有将族人从时间与空间的尽头解放出来的使命感，但也同时具有天然乐观的性格。

- 西鲁菲

由于依莉丝是光与暗结合的产物，未来她将作为西鲁菲觉醒（本人不知道这件事）。
这也是为什么光与暗的结合会受到极力的反对与阻止的原因。

#### 裘卡
- 职业：死神／武器：镰刀

年龄不详。
在依莉丝出生前就加入魔王军，原本是依莉丝母亲、莉莉丝的护卫。

后来奉莉莉丝之命，在光与暗的圣战前夕救出刚出生的依莉丝后，现在则是依莉丝的护卫。

称依莉丝为“依莉丝小姐”，两人感情很好，如同姐妹一般。

教导依莉丝战斗技巧的老师，并在故事开始时，跟随依莉丝一同来到人类的世界。
- 西鲁菲

神秘的裘卡其实是来自未来、同化一切之后的西鲁菲的一滴眼泪。
她奉命回到过去，试图杀害莉莉丝阻止依莉丝的出生来修正未来，却被莉莉丝感动而转为保护她。
后来在依莉丝觉醒为西鲁菲时对修坦白了一切，并以自己替代依莉丝，成为了西鲁菲。

#### 魔王·梅迪西斯
前任魔王，依莉丝的父亲。

#### 黑暗贤者·哈杰特
教导依莉丝引出天魔刃中的力量以便前往外面的世界，寻找带领暗之一族离开时间与空间的尽头的方法。

为使依莉丝抱有令天魔刃得以觉醒的觉悟与她一战，并被依莉丝杀死。

- 实际上仍然以某种形式存在着。

### 反抗军
在各地活动，反抗新月帝国的组织。

首领是佣兵王国迪约夏国王，乔斯特。

#### 修·艾尔西休斯
- 职业：??／武器：剑（与魔装枪，但不属于游戏中可以更换的“装备”。）

28岁。本作的男主角。

曾经是被称为“疾风的猎人”的冒险猎人，后来不知为何应邀加入了乔斯特带领的反抗军，

担任第13小队队长。

在故事开始被逼入绝路时急中生智试图召唤恶魔自救，阴差阳错地结识了依莉丝。

总是把真正的心情隐藏在喜欢勾搭可爱女孩的轻浮外表下（不是装出来的）。

作战方面则是胆大心细，虽然一直在走钢丝但决不会逞一时之勇。
- 新月四将军

过去曾是菲里德的挚友、新月四将军之一，但因为嫁给菲里德的恋人·芙蕾雅之死与菲里德决裂。
是在听说失去圣剑火羽会令所有精灵消失后，
仍能做出欺骗妖精女王·芙若拉的感情，夺取圣剑的狠角色，
被某人称作无可比拟的男人。实际上，和他有关的女性基本都会遭遇不幸……。

#### 米亚·蓝弗尔德
- 职业：治愈师／武器：十字弓（另有一把巨大针筒，但不属于游戏中可以更换的“装备”。）

17岁。

原本是僧侣，在各地旅行伏魔，但在于身处的教会被恶魔袭击濒死时与魔神定下契约复活而成为了半个恶魔。

为了帮助阻止化为疯狂杀人魔的米亚，并使她恢复正常的修，加入第13小队成为修的搭档。

是个温柔又善解人意的好女孩。

#### 迪约夏王国
被称作佣兵王国，目前为遏止新月帝国统一大陆的野心成立了反抗军组织。

国内有著名的交通要冲铁道镇及雷恩大桥。

另外，也设有竞技场，供冒险者们来此切磋。
- 乔瑟夫·乔斯顿

佣兵王国迪约夏的国王。本身也是拥有丰富战斗经验、相当厉害。
- 马修·瑞恩

驻守铁道镇的骑士团团长，非常遵守骑士道精神。

### 新月帝国

#### 菲里德·雷亚
现·新月帝国皇帝。

平民出身，试图推翻贵族的统治。

本来是即使成功，也需要得到民众的认同才能成为新的领导者，

但他以圣剑火羽及迎娶公主芙蕾雅为自己赢得了广泛的认同，成为新的皇帝。

目前正以武力侵略试图统一全大陆。

率领着新月四将军（但实际为三人）。
故事后期，为将被折断的圣剑火羽复原以对抗西鲁菲，耗尽生命能量去世。

#### 蕾妮·沙鲁恩
新月四将军之一。

持有星耀刃。

故事开头第一次交手后，就视依莉丝为宿敌。
原本是菲里德所灭的鲁恩王国的公主，也是鲁恩王室最后的遗孤，但被树雨改变了记忆，
并被其推荐成为新月四将军之一。
由于个性善良，尽管努力完成菲里德交待的任务却总是失败，
导致她经常被以“菲里德的娃娃”嘲讽。
- 蕾妮·光之王

在树雨的阴谋设计下，蕾妮以光之王的姿态觉醒。
也就是说，她才是圣剑火羽真正的继承人。
觉醒后拥有能号令各种魔兽的力量，认为只有毁灭才是救赎之道而召唤魔兽进行破坏。
在故事的最后，被马修说服而转为加入依莉丝一行对抗西鲁菲。

#### 李应·风炎之狼
新月四将军之一。

擅长武术，故事开始时率兵攻打雪尔特王国。

视亚温为好对手，曾经与亚温定下要好好接收、繁荣雪尔特约定。

#### 洁茜卡·血色玫瑰
新月四将军之一。

使用鞭子作为武器。原本只是佣兵，受菲里德提拔成为新月四将军。

#### 芙蕾雅
皇帝·菲里德的妻子。新月帝国公主。已病逝。

### 雪尔特王国

#### 奥迪莎·雪尔特
- 职业：武道家／武器：拳套

18岁。雪尔特王国皇女。使用雪尔特皇家武术·柔劲拳进行战斗。

身为皇女原本没有继承权，但由于兄长战死，她成为了王位继承人。

对自己王位继承人的身份有着近乎怨念的责任感，

故事开头，修及依莉丝等人前去支援抵抗着帝国军侵略的雪尔特王都时，

城民其实都已经想选择投降来减低伤亡，但她还是固执己见地坚持抵抗。

后来终于了解到自己只是一意孤行、把自己的理念强加给人民，而哀伤地离开了雪尔特城。
并终于在发生了很多很多事之后，从仇恨中醒来，继承兄长的遗志与李应一同治理雪尔特王国。

#### 亚温·雪尔特
雪尔特王位继承人，奥迪莎的哥哥。

使用着柔劲拳，被李应视为好对手。

在与帝国军的战斗中死亡，这成为了奥迪莎极端憎恨、排斥帝国军与李应的原因。

### 妖精族
由“四大”所衍生出的精灵。栖息在妖精森林中。

#### 树雨
外貌酷似芙若拉的妖精。
原本是迪耶交给帝国军用以驱动魔装甲的乙太团块，在战斗中沾染了太多哀伤凄凉的思念，
逃离魔装甲的外壳后在妖精森林中遇到了芙若拉，模仿、变化成她的样貌。
因为修的背叛伤害了芙若拉的同时，也导致妖精失去形体、妖精森林崩溃，
以自身力量重新构筑了妖精族的同时，非常憎恨修，为对他复仇，
成为了本故事中，一系列事件幕后的推动者。
名字的来历是芙若拉“我是在下着雨的树林里遇到你的，就叫你树雨吧！”。

#### 妖精女王·芙若拉
妖精们的女王，已逝（消散）。

天真烂漫的、妖精一般的女性。

曾经因为被爱情蒙蔽双眼而告知修圣剑火羽的所在地，却惨遭背叛。
实际上修确实是仅仅为了圣剑才接近她的。

### 其他角色

#### 麒麟
- 职业：??／武器：书（实际还有自己改装的拳套，但不属于游戏中可以更换的“装备”。）

13岁。生长在雪之村·迪朗的少女。

右手的拳套是精通炼金假学的麒麟自己改造的。

11年前一个暴风雪的日子，麒麟和父母在冰原上遭遇了魔物的袭击，父母被杀身亡，

而她后来一直在寻找当时救了她的那个人。
麒麟这个名字的含义是“麒麟会带死去人们的灵魂前往安乐的净土”。

#### 圣者·迪耶
隐居在雪尔特北方山中的圣者之居的老贤者。
实际是被西鲁菲创造、与黑暗贤者·哈杰特共同监督，令光与暗不会结合生下孩子。
树雨的创造者。
从几千年前起一直更换身体活到现在，但由于杀害麒麟一家时对她的恻隐之心，
为她制造出新的身体，并把麒麟原来的核（灵魂）转移到她新的身体上，
也决定不要再杀人。不过，由于西鲁菲（依莉丝）的到来，他的使命其实已经结束了。
将残酷的真相告诉麒麟后，没有被憎恨反而得到了善良的麒麟的原谅，
在其中一个结局中，像爷爷一样和麒麟相依为命，过着平凡的日子。

## 结局
本作是系列中首次采用多结局，共有4种结局（不包括番外篇终焉之塔的结局）。

其中只有一个结局是剧本作者亲自所写，其他的都是其他员工加上去的结局。

## 游戏用语

### 基本元素
- 以太

最为原始的存在。
- 四大

指火、水、地、风四大属性。

由西鲁菲分离出的属性。

代表性的存在为精灵。

此外，精灵中格外强大的四属性魔神（圣灵）分别是：
水：八爪章鱼克拉肯
火：沙罗曼蛇
地：泰坦
风：飓风龙·乌拉修斯
- 二识

指光、暗两大属性。

由西鲁菲分离出的属性。

代表性的存在为暗之一族（女主角依莉丝一族，或名魔族）

及光之一族（人类）。

### 圣剑与魔剑
- 圣剑火羽

光之王的证明。
200年前，暗之一族遭到封印时，由于光与暗失去平衡，使得精灵失去形体。由于迪耶将它插入妖精森林深处的圣剑台座，藉圣剑强大的光之力维持了总体能量的平衡而令精灵得以重生。
几年前，它帮助当时还只是一介平民的菲里德名正言顺地继承了新月帝国的王位，因此现在在菲里德（而不是现任光之王）手中。
- 魔剑深黯

暗之王的证明。目前下落不明。
- 天魔刃

暗属武器，魔王的证明。依莉丝所持有。
- 星耀刃

和天魔刃成对的光属武器，目前在蕾妮手中。

### 原始之海
诞生出这个世界上的一切的源头。

## 游戏系统

### 真实行动点数系统
在前作的基础上，引入了“不同的指令所消耗的RAP不同”的设计。

此外，在角色RAP仍有剩余的情况下进入敌方的回合，

将可以在受到物理攻击时选择防御（消耗1点RAP）、回避（消耗1点RAP）、反击（消耗2点RAP）的行动。

当己方回合开始时，RAP将会恢复至上限。
此上限的数值可以依靠游戏中的道具提高。

### 徽章系统
在前作的基础上，加入了操魔徽章（魔兽装备后，将可对该魔兽进行操作）、仓库徽章（角色装备后，将可直接从仓库中提取物品）。
转职系统则加入了不同职业升级所需经验值不同的设计。

### 魔兽系统
在前作的基础上，加入了操魔徽章（参见徽章系统一节）。
此外，魔兽合成屋提供魔兽饲育功能，玩家可通过喂食增加魔兽的能力。
另外，如果玩家电脑中有前作的存档，将可以仅限开始游戏前使用一次“传送”功能，

继承前作存档中，在魔兽合成屋所寄存的魔兽。传送后，原存档中的魔兽并不会消失。

### 仓库系统
本作中引入了“所携物品”与“仓库”的概念。

- 所携物品

每个角色所能携带的物品上限为8件。

当且仅当与其他己方角色邻接时，可以在角色状态页进行物品的交换。

- 仓库

当玩家处于大地图上或者是进入战斗前的整备画面时，

可以开启仓库，将身上所携物品与仓库进行交换。

此外，当玩家角色抵达地图上闪着光亮的“仓库”时，也可以开启仓库。

只有开启仓库时才能交换角色所装备的徽章。

### 武器魔法
本作中引入了“武器上所携带的魔法”的概念，

更换不同的武器可以使角色能够使用武器固有的魔法。

与徽章不同，任何武器一旦装备就可以使用其所携带的全部魔法；

此外，本作中没有魔法等级、随机携带技能的设计，所以只要是同名的装备，其所携带的魔法都是一样的。

## 主题歌
恋爱
作者：将门狮子吼乐团
- 歌词收录于游戏说明书最后[11]。

## 音乐CD
本游戏没有单独的音乐CD，第2片执行盘即相当于本游戏的音乐CD。

共有26个音轨。曲目列表印刷于盘面上。

全部音轨皆为将门狮子吼乐团所创作。